# Muşavak
Muşavak è un comune dell'Azerbaigian situato nel distretto di Daşkəsən. Conta una popolazione di 362 abitanti.